# Gina Romand
Georgina García y Tamargo (La Habana, 15 de febrero de 1938-Ciudad de México, 3 de diciembre de 2022), conocida como Gina Romand, fue una actriz cubanomexicana. 

## Biografía y carrera

### Primeros años
Georgina García y Tamargo nació el 15 de febrero de 1938 en La Habana, Cuba.

### Trayectoria artística
Su carrera artística dio inicio en su país natal como vedette estelar del centro nocturno Tropicana. Tiempo después se trasladaría a Estados Unidos para bailar en el espectáculo «La Parisien» realizado en el Casino de París, ubicado en Las Vegas, Nevada. Posteriormente viajó a México, país donde inició una carrera como actriz infantil durante el transcurso de la Época de Oro del cine mexicano. En 1953, hizo su debut cinematográfico a los 15 años de edad, participando como actriz antagónica juvenil en la película, Yo soy muy macho. El 7 de octubre de 1954, tomaría un avión para embarcarse en un viaje de vuelta a Estados Unidos. Durante su estancia en ese país, filmó la cinta Catch Me If You Can de 1959, coproducida con su natal Cuba y en la que solamente se le dio un pequeño papel de apoyo. 
Fue nominada a un premio Ariel en la categoría a Mejor coactuación femenina por su interpretación de la actriz Kiki Herrera Calles en la película biográfica del cantante José José, Gavilán o paloma (1985).

## Vida personal y muerte
En 1966 contrajo matrimonio con el productor teatral mexicano, Salvador Varela. Juntos procrearon tres hijos, una niña llamada Georgina del Carmen Varela García que también es actriz, y adicionalmente cantante, y dos niños, Gabriel Varela y Francisco, quien falleció en 2001 a los 33 años de edad en un accidente automovilístico. Su esposo falleció el 8 de agosto de 2020, y cinco días después, Romand sufrió un infarto, por lo que tuvo que ser trasladada de emergencia a un hospital, en donde logró recuperarse a pesar de que el ataque casi le cuesta la vida. En octubre del mismo año, fue nuevamente hospitalizada y sus hijos tuvieron que pedir donantes de sangre para poder salvarle la vida.
Después de haber estado varios días internada a finales de noviembre de 2022, el 3 de diciembre de 2022 se anunció el fallecimiento de la actriz a los 84 años de edad.

## Filmografía

### Cine

#### México
- Chiquita pero picosa (1986) .... Victoria Blanco
- Gavilán o paloma (1985) .... Kiki Herrera Calles
- Noche de muerte (1975)
- Espérame en Siberia, vida mía (1971)
- Los hijos de Satanás (1971)
- Santo contra la hija de Frankenstein (1971) .... Dr. Freda Frankenstein
- La venganza de las mujeres vampiro (1970) .... Condesa Mayra
- Quinto patio (1970)
- Fray Don Juan (1970)
- Las golfas (1969)
- Los siete proscritos (1968)
- Rocambole vs. la secta del escorpión (1967)
- Serenata en noche de luna (1967)
- Veinticuatro horas de vida (1967)
- La mano que aprieta (1966)
- Doctor Satán (1966)
- Profanadores de tumbas (1965) .... Marta
- Los amores de Marieta - Los Fabulosos 20s (1964)
- Los astronautas (1964)
- El campeón del barrio (1964)
- Neutrón contra el criminal sádico (1964)
- Entrega inmediata (1963)
- Alias El Alacrán (1963)
- La bandida (1963)
- Vuelven los cinco halcones (1962)
- El muchacho de Durango (1962)
- El cara parchada (1962)
- Santo contra los hombres infernales (1961) .... Irma
- Los desenfrenados (1960)
- Locura musical (1958)
- De ranchero a empresario (1954)
- Sindicato de telemirones (1954)
- Yo soy muy macho (1953)

#### Estados Unidos

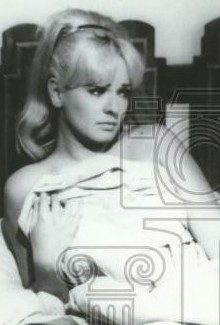
Romand en Dios te salve, psiquiatra (1966).

- Machuchal agente 'O' en New York (coproducción entre México y Puerto Rico grabada en Estados Unidos, 1970)
- The Candy Man (coproducida con México, 1969) .... Greta Hansen
- Dios te salve, psiquiatra (1966)
- Catch Me If You Can (coproducida con Cuba 1959) ... Chica rubia

#### España
- Bochorno (1963)

#### Puerto Rico
- Los tres pecados (coproducida con México, 1966)

### Televisión
- Lo que callamos las mujeres (2002, 2011) .... Episodios «El Ocaso de una diosa» (Belinda) y «Hogar amargo hogar» (Amanda)
- Amor en custodia (2005-2006) .... Emilia Manzilla de Bazterrica
- El amor no es como lo pintan (2000-2001) .... Dunia Sabatié de Segovia
- Perla (1998-1999) .... Mercedes de Santiago
- Valeria y Maximiliano (1991-1992)  .... Mercedes Ramos
- Ángeles blancos (1990-1991)  .... Elena
- Victoria (1987-1988) .... Mariel de Santana
- La traición (1984-1985)  .... Margarita
- El maleficio (1983-1984) .... Alicia
- Maximiliano y Carlota (1965)
- To Tell the Truth (Estados Unidos, ella misma; 1966) .... Episodio «Tom Poston, Peggy Cass, Orson Bean, Dina Merrill - evening show» (1966)
- Vida por vida (1960)

## Nominaciones

### Premios Ariel
| Año  | Categoría                             | Trabajo nominado | Resultado |
| ---- | ------------------------------------- | ---------------- | --------- |
| 1986 | Ariel a la Mejor Coactuación Femenina | Gavilán o paloma | Nominada  |